# ПТРД

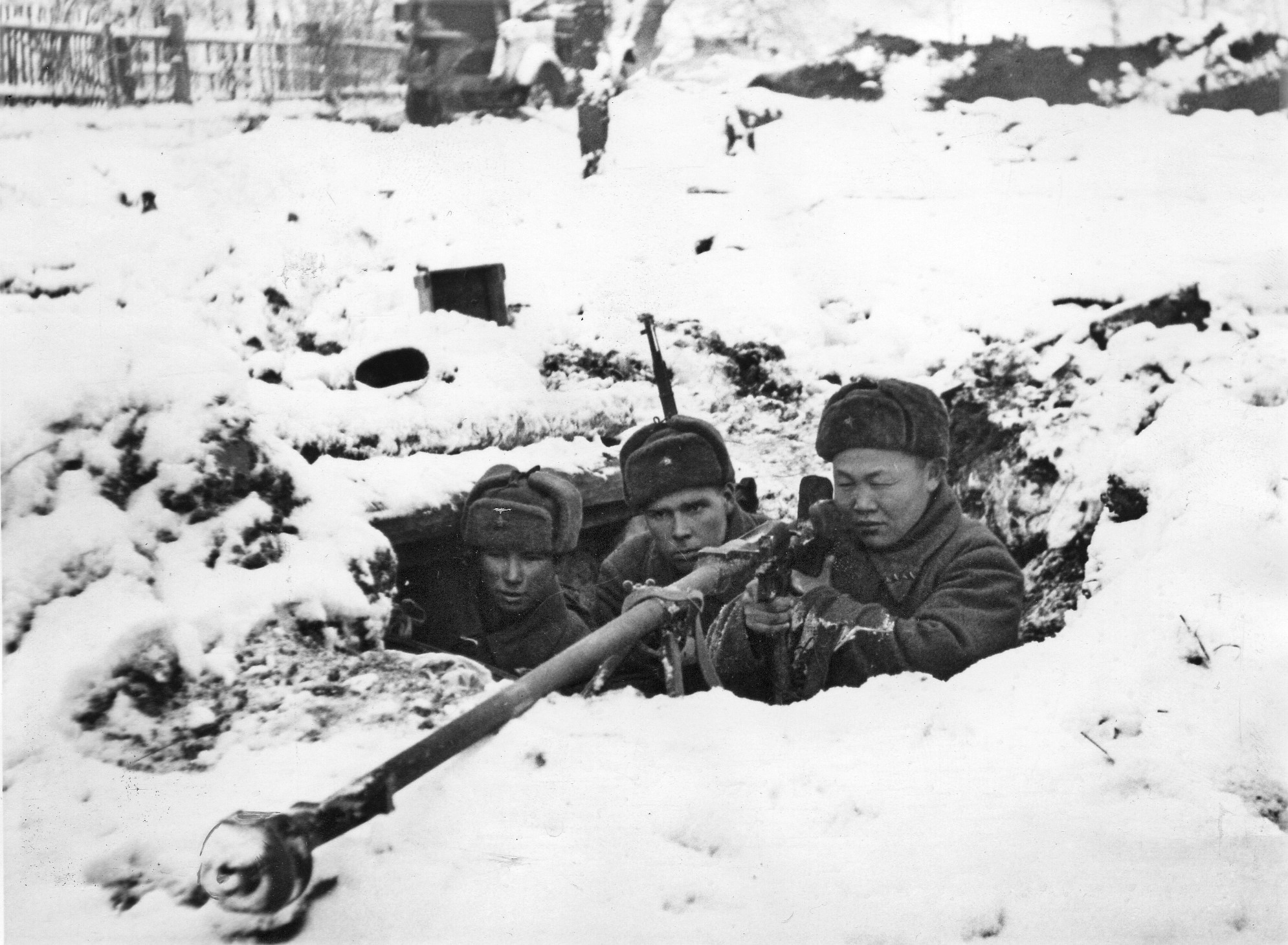
Расчёт противотанкового ружья ПТРД-41 на позиции во время битвы за Москву, Московская область, зима 1941—1942 годов.

Противотанковое однозарядное ружьё образца 1941 года системы Дегтярёва (ПТРД) — советское противотанковое ружьё, разработанное группой А. А. Дементьева в КБ Дегтярёва.
Предназначалось для борьбы со средними и лёгкими танками и бронемашинами на расстояниях до 500 метров. Также из ружья мог вестись огонь по дотам, дзотам и огневым точкам, прикрытым бронёй, на расстояниях до 800 м и по самолётам на расстояниях до 500 м.

## Предшествующие события
Первые работы по созданию противотанковых ружей в СССР были начаты в начале 1930-х годов, во второй половине 1930-х годов они были интенсифицированы. 13 марта 1936 года был объявлен конкурс на проектирование противотанковых ружей калибра 20—25 мм и массой до 35 кг.
После анализа результатов конкурса 1936—1938 годов Артиллерийский комитет Главного артиллерийского управления РККА в ноябре 1938 года разработал основные критерии противотанкового ружья, отвечающего требованиям современного манёвренного боя. Дальнейшие работы по созданию ПТР замедлило отсутствие подходящего патрона, однако уже в 1938 году был разработан первый образец 14,5-мм патрона.
В 1939 году начались испытания 14,5-мм ПТР системы Рукавишникова, одновременно с которыми в 1939—1940 гг. продолжались работы над 14,5-мм патроном. Однако отношение к ПТР у военных было неоднозначным, в 1940 году у руководства Наркомата обороны СССР возобладало мнение о том, что танки противника будут иметь броню толщиной не менее 60—80 мм. Как показал начальный этап войны, противник всё ещё использовал лёгкие и средние танки, не достигавшие такого бронирования, к тому же в стрелковых дивизиях остро ощущалась нехватка лёгких и мобильных противотанковых средств. После начала Великой Отечественной войны, 23 июня 1941 года было принято решение срочно возобновить работы над созданием образцов противотанкового ружья.
В начале июля 1941 года И. В. Сталин поставил перед наркоматом вооружения СССР задачу в течение месяца создать эффективное, простое и дешёвое оружие под 14,5-мм патрон; уже 16 июля 1941 года специализированный 14,5-мм патрон с бронебойно-зажигательной пулей со стальным калёным сердечником был принят на вооружение РККА под обозначением «14,5-мм патрон Б-32». К работе над созданием противотанковых ружей были привлечены конструкторы под руководством оружейников Н. В. Рукавишникова, В. А. Дегтярёва и С. Г. Симонова. Каждая из групп в кратчайшие сроки предоставила свой вариант противотанкового ружья; вариант группы Дегтярёва позднее получил название «противотанковое ружьё Дегтярёва» (ПТРД).

## История
Разработка ПТРД проходила в КБ-2. В. А. Дегтярёв принял решение создать специальную группу по разработке противотанкового ружья во главе с А. А. Дементьевым и двумя техниками Г. С. Гараниным и С. М. Крекиным. Его группа разработала ружьё с коротким ходом ствола. Конструкцию ствола и оригинальный спусковой механизм для представленного ПТР сконструировал Георгий Гаранин. Сам же В. А. Дегтярёв занялся разработкой противотанкового ружья под тот же патрон калибра — 14,5 миллиметра, с длинным ходом ствола, на основе ружья Владимирова, не принятого в своё время на вооружение.
Когда оба образца были представлены в Главное артиллерийское управление, там сочли, что ружьё Дегтярёва очень тяжёлое, имеет серьёзные недостатки, а ружьё Дементьева нуждается в доработке: его следует сделать однозарядным. В результате было разработано однозарядное ружьё с автоматическим открыванием затвора и выбрасыванием гильзы. Позднее его стали называть ПТРД — противотанковым ружьём конструкции Дегтярёва.
Ружьё было испытано на полигоне и показало хорошие результаты при стрельбе по броне немецких и отечественных танков. Первый предсерийный образец ПТРД был изготовлен и направлен на испытания в середине августа 1941 года. Ружьё оказалось дешёвым и очень технологичным в производстве, практически полностью могло быть изготовлено на токарных станках, поэтому массовый выпуск ПТРД был освоен раньше, чем серийное производство ПТРС.
Серийное производство первых ПТРД было начато 22 сентября 1941 года на Ковровском оружейном заводе, в октябре была собрана первая установочная партия — 50 ружей, в конце ноября 1941 года производство ПТРД и ПТРС освоил также Ижевский машиностроительный завод (на который были доставлены чертежи, техническая документация и часть заготовок деталей), однако до начала 1942 года общий объём производства противотанковых ружей в Ижевске не превышал 20 шт. в сутки.
1 июля 1942 года производство ПТР с завода № 74 было передано на вновь образованный завод № 622. В октябре 1943 года производство ПТРД было перенесено с завода № 2 на завод № 385. Выпуск на нём ПТРД прекратился в марте 1944 года. Однако в декабре из оставшегося задела изготовили небольшую партию ружей.
| Производитель    | II/1941 | 1942   | 1943  | 1944 | Всего  |
| ---------------- | ------- | ------ | ----- | ---- | ------ |
| № 2 (Ковров)     | 16038   | 144959 | 78463 |      | 239460 |
| № 74 (Ижевск)    | 1611    | 28165  |       |      | 29776  |
| № 385 (Златоуст) |         |        | 5719  | 6334 | 12053  |
| № 622 (Ижевск)   |         | 11875  |       |      | 11875  |
| Всего            | 17649   | 184999 | 84182 | 6334 | 293164 |

**Указаны данные заводов. В общей сложности, вместе с ПТРС, военной приемкой не было принято около 1950 ружей.
| Производитель | 10  | 11   | 12    | Всего |
| ------------- | --- | ---- | ----- | ----- |
| № 2 (Ковров)  | 515 | 5010 | 10513 | 16038 |
| № 74 (Ижевск) |     | 36   | 1564  | 1600  |
| Всего         | 515 | 5046 | 12077 | 17638 |

Разница в 11 единиц объясняется тем, что эти ПТРД были выпущены как крешерные (для баллистических исследований), а всего завод № 74 до августа 1942 года сделал 25 таких ружей. Кроме того, в 1942 году там выпустили 130 учебных ПТРД. Из 248782 ПТРД и ПТРС, принятых в 1942 году, за первое полугодие сдали 114370.
С целью повышения технологичности производства и упрощения ремонта противотанковых ружей, в начале 1944 года Главным артиллерийским управлением РККА была поставлена задача о унификации сошек ПТРД и ПТРС.

## Боевое применение
Самым ранним известным упоминанием о применении ПТРД в архивных документах является оперативная сводка штаба 32-й стрелковой дивизии от 4 ноября 1941 года:
«В 15.30 1310 сп противотанковым ружьем подбит один танк противника».
16 ноября 1941 года начальник артиллерии Западного фронта генерал И. П. Камера сообщил, что в районе Петелино и Ширяево огнём из противотанковых ружей были подбиты два танка противника, а в бою за станцию Луговая — ещё четыре.
В начале 1943 года в СССР по программе ленд-лиза были поставлены первые американские средние танки M4A2 «Шерман», на испытаниях которых было установлено, что в результате обстрела бортов танка M4A2 из ПТРД патронами с пулей БС-41 (имевшей вольфрамовый сердечник) броня танка может быть пробита на дистанциях 100—500 метров (в зависимости от места попадания пули и угла встречи с преградой). Результаты испытаний стали причиной приостановки поставки танков модели M4A2 в СССР весной — летом 1943 года, а следующие танки «Шерман», которые были приняты советскими представителями в конце ноября 1943 года, уже имели усиленную броневую защиту.
Немецкие военные специалисты отмечали, что 14,5-мм ПТР доставили значительные неприятности не только для лёгкой бронетехники вермахта, но и для танков — для защиты ходовой части от выстрелов из ПТР на борта немецких танков и САУ пришлось навешивать дополнительные бронеплиты.
Для перемещения ПТР по глубокому снегу использовалась лыжная установка, автором которой являлся рядовой 3-й Ударной армии Ливанюк (установка получила высокую оценку специалистов Главного артиллерийского управления РККА и была рекомендована к использованию в войсках).
Весной 1944 года в 5-й гвардейской мотострелковой бригаде РККА было разработано приспособление для установки ПТР на автомашине, которое обеспечивало возможность стрельбы на ходу. После успешного завершения полигонных испытаний, устройство было разрешено к использованию в войсках.
В ходе войны ПТР применяли в качестве средства усиления противовоздушной обороны, для стрельбы по самолётам. При оборудовании стрелковых позиций для ведения огня по воздушным целям на бруствере окопа устанавливали деревянное приспособление наподобие рогатки, служившее упором для ствола ПТР. В некоторых случаях при обустройстве позиции для стрельбы по самолётам на удалении от линии фронта в качестве упора для ствола ПТР в землю вкапывали тележную ось или подходящий по высоте столб с тележным колесом — вращение колеса обеспечивало возможность наведения ствола ПТР по горизонтали. Существенный вклад в методы стрельбы из ПТР по самолётам внёс стрелок-бронебойщик 284-й стрелковой дивизии РККА Дмитрий Шумаков, в ходе Сталинградской битвы прошедший обучение на снайпера — он составил схемы стрельбы из ПТР по самолётам, которые стали использовать сначала остальные бронебойщики 284-й стрелковой дивизии, а затем другие части.
К концу войны, в 1945 году в стрелковой дивизии РККА имелось по штату 111 шт. противотанковых ружей.
После окончания Великой Отечественной войны, ПТРД были сняты с вооружения Советской Армии, но оставались на хранении. В середине 1950-х — 1960-х годов некоторое количество находившихся на хранении ПТРД было безвозмездно передано со складов мобилизационного резерва Министерства обороны СССР в охотхозяйства Крайнего Севера, они использовались для охоты на китов.
В подразделениях армии КНДР во время Корейской войны ПТРД использовались не только для стрельбы по бронетехнике и другим наземным целям, но и для ведения огня по низколетящим самолётам противника.

## Характеристики
Требования нормального боя для ПТРД:
- три или четыре пробоины из четырёх вмещаются в круг диаметром 22 см;
- средняя точка попадания отклоняется от контрольной точки не более чем на 7 см по вертикали и не более чем на 5 см по горизонтали.

Проверка боя осуществляется стрельбой одиночными по чёрному прямоугольнику высотой 30 см и шириной 20 см, укреплённому на белом щите высотой 1 м и шириной 1 м. Дальность стрельбы — 100 м, положение — лёжа с сошек, патроны — Б-32.
Бронепробиваемость, мм:
- на 300 м — 35,
- на 100 м — 40.

Показатели рассеивания пуль при стрельбе из приведённого к нормальному бою ПТРД:
| Дальность стрельбы, м | Сердцевинные полосы по высоте, см | Сердцевинные полосы по ширине, см |
| --------------------- | --------------------------------- | --------------------------------- |
| 100                   | 21                                |                                   |
| 200                   | 42                                | 36                                |
| 300                   | 63                                | 55                                |
| 400                   | 84                                | 73                                |
| 500                   | 105                               | 92                                |

Где сердцевинная полоса — полоса рассеивания, содержащая в себе 70 % попаданий.

## Конструкция
Ствол имеет канал с восемью нарезами, вьющимися слева вверх направо, дульный тормоз для уменьшения отдачи, посередине располагаются рукоятка для переноски оружия и паз для крепления сошек. В передней части ствола имеется основание мушки (на которое посажена мушка), а в задней — кронштейн прицела.
На ствольной коробке слева расположена затворная задержка, а снизу — спусковой механизм. Снаружи ствольная коробка имеет: верхнее окно (для вкладывания патрона), нижнее окно (для выбрасывания стреляной гильзы), площадку с выступом (для соединения с прикладом), вырез (для движения рукоятки затвора при запирании и отпирании канала ствола). Внутри ствольная коробка имеет: канал для помещения затвора, два продольных паза и два опорных выступа.
Спусковой механизм состоит из спускового крючка, спускового рычага, шептала и двух пружин (для шептала и спускового рычага).
Прицел состоит из кронштейна, целика с прорезью и пружины. В ранних образцах кронштейн имеет отверстие, по которому вверх и вниз передвигается целик. В нижнем положении целик соответствует расстояниям стрельбы до 400 м, а в верхнем — от 400 м до 1000 м. В поздних же целик поворачивается на оси на 90°, также имея два положения для стрельбы на дистанции до 400 м и от 400 м до 1000 м.
Мушка вдвинута в паз основания мушки и может передвигаться влево и вправо при приведении ПТРД к нормальному бою.
Затвор состоит из остова затвора и ударного механизма. Остов затвора имеет: рукоятку, чашечку с венчиком (для помещения шляпки патрона), канал (для прохода бойка ударника), паз (для помещения выбрасывателя), гнездо (для отражателя и его пружины), два боевых выступа (для запирания ствола), скошенный вырез (отводящий назад ударник при открывании затвора), кольцевой паз (в который входит кольцевой выступ соединительной муфты для сцепления ударного механизма с остовом затвора) и два отверстия (отводящие пороховые газы в случае их прорыва внутрь затвора). Ударный механизм состоит из ударника (имеющего выступ с боевым взводом), соединительной муфты (соединяющей ударный механизм с затвором), боевой пружины (посылающей ударник в переднее положение), ограничительной трубки (ограничивающей отход ударника назад), муфты бойка (предохраняющей боёк от расцепления с ударником) и бойка (разбивающего капсюль).
Приклад крепится к ствольной коробке и состоит из плечевого упора (подушки) с наружной трубой и спусковой коробки с внутренней трубой. В наружной трубе расположена пружина амортизатора, а слева находится упор для щеки наводчика. Справа имеется прилив с кривой гранью для открытия затвора после выстрела. К подушке и наружной трубе прикреплён деревянный упор для удержания левой рукой во время стрельбы. В спусковой коробке с внутренней трубкой находится спусковой механизм. К внутренней трубке для удобства стрельбы прикреплена пистолетная рукоятка. Спусковая коробка имеет площадку для соединения приклада со ствольной коробкой, отверстие для шпильки (крепящей спусковую коробку со ствольной) и спусковую скобу (предохраняющую от случайного нажатия на спусковой крючок).
Принадлежность к ПТРД: составной шомпол, ключ, отвёртка, двугорловая маслёнка и ёршик. Также на каждое ружьё имеются две брезентовых патронных сумки (на 20 патронов каждая), два брезентовых чехла (на казённую и дульную части ружья) и формуляр (с результатами проверки боя, количеством выстрелов, задержками и способами их устранения).

## Боеприпасы

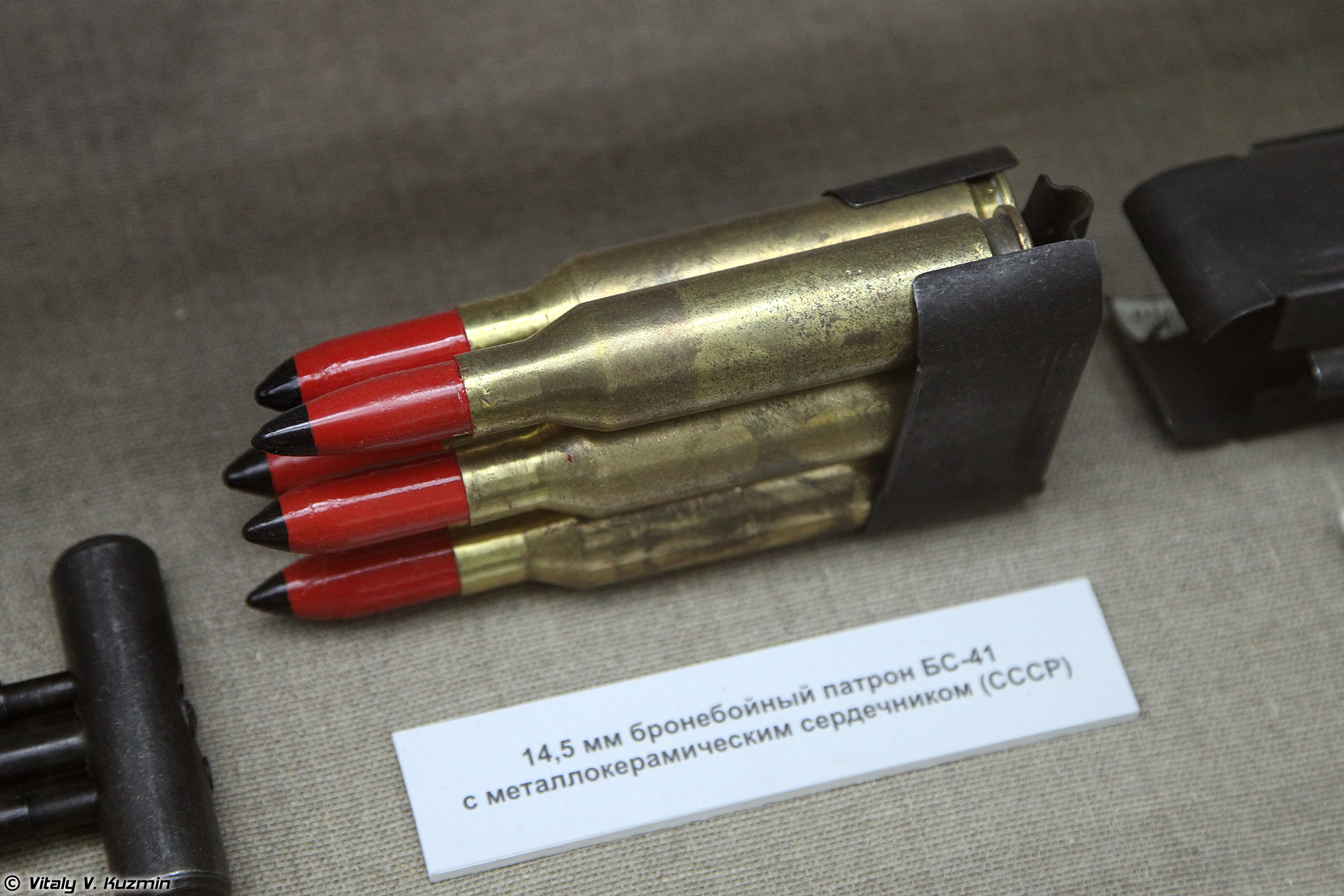
Патроны БС-41 снаряжены в магазин ПТРС

Для стрельбы из ПТРД используются патроны 14,5 × 114 мм следующих образцов:
- Б-32 — патрон с бронебойно-зажигательной пулей со стальным сердечником;
- БС-41 — патрон с бронебойно-зажигательной пулей БС-41 с металлокерамическим сердечником (карбид вольфрама).

## Страны-эксплуатанты
- СССР

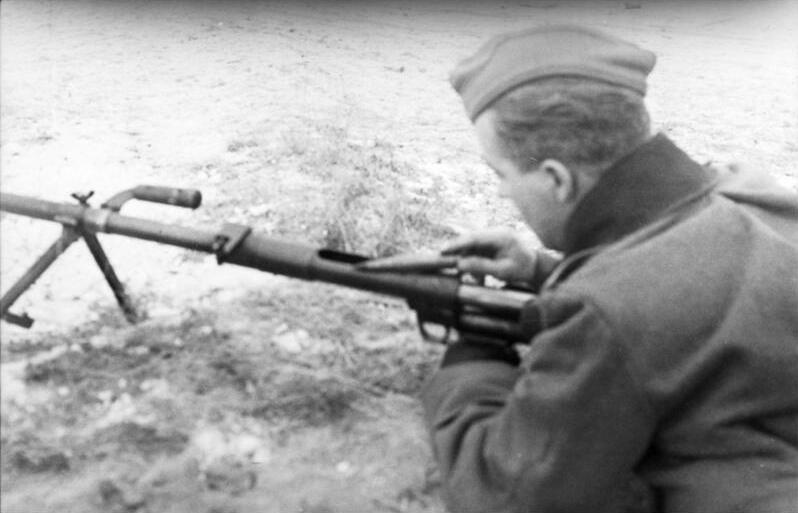
Военнослужащий вермахта с трофейным ПТРД, ноябрь 1941

- Нацистская Германия — трофейные ПТРД использовались вермахтом под наименованием Panzerbüchse 783(r)[25].
- Чехословакия — на вооружении 1-го Чехословацкого армейского корпуса[26].
- Польша — в 1943 году ПТРД получила 1-я польская противотанковая рота 1-й польской пехотной дивизии имени Т. Костюшко[27], а позднее — и другие польские части.
- Болгария — в 1944—1945 гг. СССР передал болгарской армии 300 противотанковых ружей[28] (ПТРД и ПТРС), которые использовались в ходе боевых действий[29].
- Китай
- КНДР ПТРД поставлялись в КНДР во время Войны в Корее[30].

### ПТРД в культуре
Упоминания о ПТРД и его применении есть во многих произведениях: в том числе, в литературно-художественных произведениях, кинофильмах, мультфильмах и компьютерных играх.